# Retrato de Madame de Verninac
El Retrato de Madame de Verninac es un cuadro pintado por Jacques-Louis David en 1799. Contemporáneo de El rapto de las sabinas, representa a la señora de Raymond de Verninac nacida Henriette Delacroix (1780-1827) y hermana mayor del pintor Eugène Delacroix.

## Procedencia
Propiedad de la retratada hasta su muerte en 1827, el retrato fue legado a su hijo Charles de Verninac, que por razones económicas lo depositó en una casa de empeños. En 1831 el cuadro fue recuperado por Eugène Delacroix, que lo lega en 1863 a su prima Madame Duréis nacida Zélie de Verninac. El cuadro perteneció luego a la colección de Carlos de Beistegui, y formó parte de la donación del coleccionista al Louvre bajo reserva de usufructo,  en 1942. Entró al museo en 1953 (número de inventario RF 1942-16).

## Descripción
La tela mide 143 cm de altura por 110  cm de anchura. El espacio se resume en una pared gris con rodapié, y un suelo cuyas baldosas de mármol se perciben. Sobre este fondo desnudo destaca la figura de Henriette de Verninac, en la época de dieciocho años. Está sentada ligeramente girada hacia su izquierda, sobre una silla de caoba estilo Directorio decorada con roleos y palmetas en bronce, y un cojín rojo. Su mano derecha sobre el borde del respaldo, el brazo izquierdo descansando sobre su muslo, su rostro lleno de frente. Está vestida con un vestido blanco "a la antigua" sin mangas que recuerda el que lleva Hersilia en las Sabinas, y lo acompaña de un chal verdoso de seda que reposa sobre sus piernas. El cuadro está firmado abajo a la izquierda sobre el zócalo, David f. bat. Anno septimo R.G.

## Inspiración e influencias

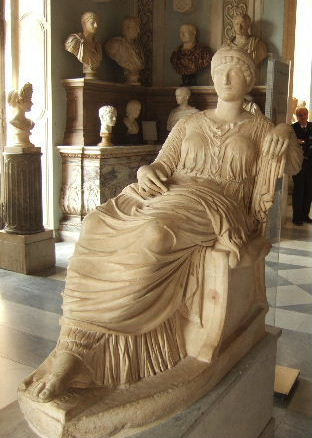
Estatua de Agripina sentada (museo del Capitolio Roma).

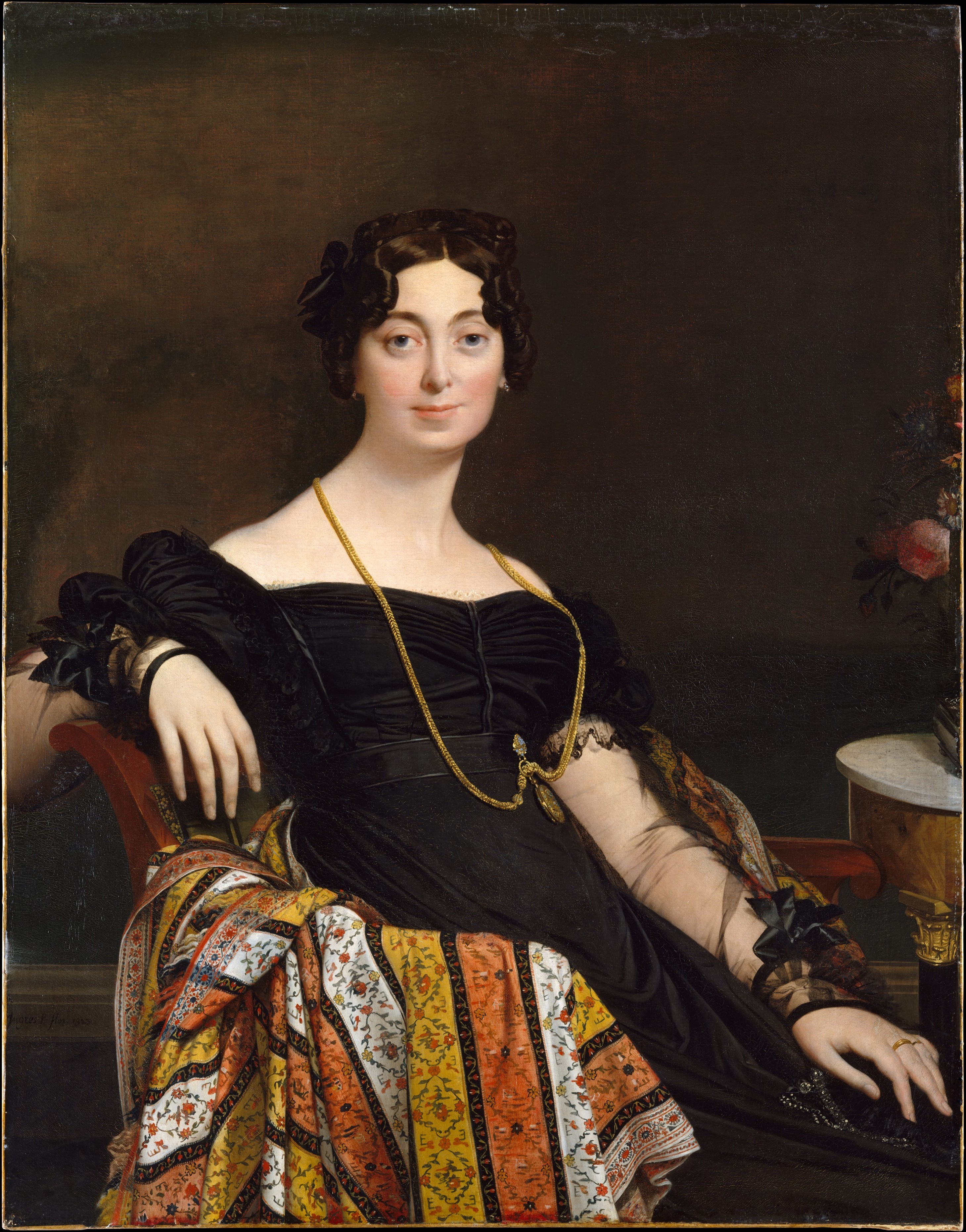
Jean-Auguste-Dominique Ingres Retrato de la señora Leblanc Museo Metropolitano de Arte.

La postura de Henriette de Verninac está inspirada en la de la estatua de Agripina sentada de los Museos Capitolinos (por entonces identificada como una representación de la emperatriz Helena). Esta actitud había sido ya empleada por David para su Retrato de la marquesa de d'Orvilliers datado en 1790. Pero en este cuadro posterior, la referencia a la estatua del Capitolio se ve reforzada por el ambiente y moda neoclásicos presentes. François Gérard se inspiró a su vez en el retrato de Henriette de Verninac para su Retrato de Madame Récamier, y otro alumno de David, Ingres, retoma también la postura para su Retrato de Madame Françoise Leblanc.

## Exposición
El retrato fue objeto de una exposición titulada Henriette de Verninac – De David a Delacroix en el Museo nacional Eugène-Delacroix del 17 de noviembre de 2006 al 19 de febrero de 2007. 